# Eurypogon californicus
Eurypogon californicus is een keversoort uit de familie Artematopodidae. De wetenschappelijke naam van de soort werd in 1880 gepubliceerd door George Henry Horn.